# Дакар
 Тази статия е за града в Сенегал.  За региона вижте Дакар (регион).  За департамента вижте Дакар (департамент).
Дака̀р (на френски: Dakar) е столицата на Сенегал, най-големият град в пределите на държавата и административен център на регион Дакар и департамент Дакар. Населението му е 1 146 052 жители (2013), а с предградията и сателитните селища, обхващащи целия регион – 4 004 427 души (2023).
Дакар е един от най-големите пристанищни градове на Атлантическия океан в Западна Африка. Той е една от историческите Четири общини на Сенегал и в миналото е столица на Френска Западна Африка. В резултат на естествения прираст и урбанизацията градът се разраства много бързо – през 1970 година надхвърля 400 хиляди жители, а през 2005 година – 2,6 милиона. В агломерацията на Дакар живее около половината от градското население в страната.

## География
Дакар е най-западният град в Африка и е разположен на полуостров Зелени нос, от три страни е ограден от водите на Атлантическия океан. Разположението му на удобен залив в най-западния край на континента го превръща във важна точка от търговските пътища, свързващи Африка с Европа и Америка, което играе важна роля за развитието на града.
Климатът на Дакар е горещ полупустинен (Bhs по Кьопен), с кратък дъждовен сезон от юли до октомври и продължителен сух сезон през останалата част от годината. Годишното количество на валежите е 495 mm. От декември до май дневните температури достигат 24 – 27 °C, а нощните – 17 – 20 °C. От май до ноември времето е по-горещо, с дневни температури 29 – 31 °C и нощни 23 – 24 °C, но все пак значително по-умерено от това в градовете във вътрешността на континента.

## История
През XV век на територията на днешния град има няколко рибарски села на етническата група лебу. Португалците достигат за пръв път до Дакарския залив през 1444 година. През 1456 година те постигат споразумение с местните вождове и през следващите години заливът се превръща във важна база за португалските експедиции към Индия. Те основават селище на остров Горе, който около 1536 година вече е важен пункт в търговията с роби. По това време континенталната част на днешния град е в границите на държавата Джолоф, а от 1549 година – на отделилата се от нея Кайор.
През 1588 година остров Горе е превзет от нидерландците и през следващите години неколкократно преминава от нидерландски в португалски ръце и обратно, през 1664 година е завзет от англичаните, а през 1677 година става френско владение. През 1795 година лебу се разбунтуват срещу Кайор и основават собствена мюсюлманска теократична държава, чиято столица става Ндакаару, наричана от французите Дакар.
От края на XVIII век французите започват да ограничават търговията с роби, която е основна дейност на остров Горе, като в замяна на това насърчават отглеждането на фъстъци на континента. През 1857 година те установяват свой гарнизон в Дакар и анексират държавата на лебу. През следващите десетилетия е построено модерно пристанище, а през 1885 година градът е свързан с железопътна линия до Сен Луи. В края на XIX век Дакар става важна база за френската колониална експанзия в региона, а от 1902 година е столица на Френска Западна Африка. През 1906 – 1923 година е построена железопътна линия до Бамако във вътрешността на континента.
През септември 1940 година с битката при Дакар британският флот прави неуспешен опит да отнеме града от френската колониална администрация, лоялна към режима от Виши. През ноември 1944 година в града започва голям бунт на мобилизирани във френската армия, смятан за важна точка в развитието на антиколониалното движение. През 1959 – 1960 година Дакар е столица на краткотрайно просъществувалата Малийска федерация, след което става столица на независим Сенегал.
От 1978 до 2008 г. Дакар е финална точка на „Рали Дакар“.

## Население
Дакар е един от най-големите градове в Африка със значителен прираст на населението. В резултат на урбанизацията, от около 400 хиляди жители през 70-те години на XX век градът нараства над четири пъти за 20 години.
Според преброяването от 2002 година населението на града е 955 897 души, разпределени в 143 165 домакинства. Според последните демографски стастики през 2013 година агломерацията на Дакар наброява 3 139 325 жители или почти една четвърт от населението на Сенегал при 0,3% от територията на страната.

## Управление
Дакар е една от 67-те общини на Сенегал, основана на 17 юни 1887 година, когато е обособена от общината на Горе. Общината се управлява от избран общински съвет с петгодишен мандат, който избира кмет. От основаването на общината до 2014 година тя има 20 кмета. Първият чернокож кмет е Блез Диан, управлявал през 1924 – 1934 година, а най-дълго заема поста Мамаду Диоп – от 1984 до 2002 година. От 2002 година кмет е Абдулай Фай от Сенегалската демократическа партия.
При административната реформа от 1996 година общината на Дакар е разделена на 19 районни общини, всяка от които има значителни правомощия, близки до тези на повечето сенегалски общини. Дакарската община остава координиращ орган над районните общини и има сравнително ограничени функции.
Районната община Дакар-Плато обхваща историческия център на града с повечето министерства и държавни институции. Най-голямо население и най-голяма гъстота на населението има районната община Медина с около 137 хиляди жители. Най-голяма площ има районната община Йоф, а най-малка – островната Горе.
Дакар е единствената община в департамента Дакар, един от 34-те в страната. Департаментите в Сенегал не са самоуправляващи се, а са подчинени на централното правителство. Департаментът се разделя на четири окръга, също подчинени на правителството, всеки от които включва по няколко районни общини.
Град Дакар се намира в региона Дакар, един от 14-те региона в страната. Регионът обхваща освен града и още три департамента, като територията му съвпада приблизително с градската агломерация на Дакар.

## Инфраструктура
Дакар е важно пристанище, въздушният транспорт се обслужва от Международното летище „Леополд Седар Сенгор“. Градът е крайна точка на Железопътната линия Дакар-Нигер, която има дължина 1287 km и стига до град Куликоро в Мали и до река Нигер.
В Дакар се намира Университетът „Шейх Анта Диоп“, основан през 1957 година, в който се обучават около 60 хиляди студенти.

## Култура
Сред културните забележителности на Дакар са големите пазари, Дакарската голяма джамия, Дакарската катедрала, остров Горе, Музеят на африканското изкуство „Теодор Моно“. Паметникът на африканското възраждане е висок 49 m и е най-високата статуя в Африка.
От 1979 до 2007 година Дакар е крайна точка на известното автомобилно състезание Рали Дакар, но заради политическата нестабилност в Мавритания от 2009 година то се провежда в Южна Америка.
Дакар членува в Организацията на градовете на световно наследство.
- Площад на африканската памет
- ЖП гара Дакар
- Пристанището (въздушна снимка)